# Bryce Miller

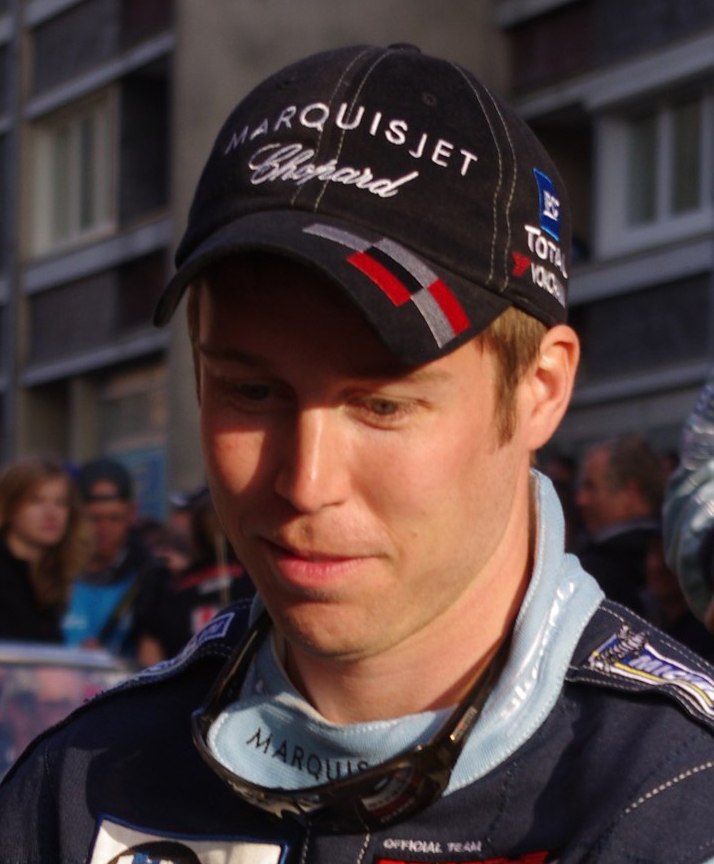
Bryce Miller beim 24-Stunden-Rennen von Le Mans 2011

Bryce Johnson Miller (* 26. Juli 1982 in Honolulu) ist ein ehemaliger US-amerikanischer Autorennfahrer. Er ist der Sohn von Paul Miller und Neffe von dessen Bruder Kenper.

## Karriere als Rennfahrer
Bryce Miller wuchs in einem Motorsport-Umfeld auf. Sein Vater Paul fuhr Sportwagenrennen und betrieb mit Paul Miller Racing einen eigenen Rennstall. Auch Onkel Kenper war Rennfahrer und Rennstallbesitzer. Kenper Miller wurde 1986 gemeinsam mit John Morton und George Follmer im Joest-Porsche 956 Gesamtdritter beim 24-Stunden-Rennen von Le Mans.
Bryce Miller begann bereits als Siebenjähriger mit dem Kartsport. Bis zum 17. Lebensjahr gewann er mehr als 60 Kartrennen und wurde als Teenager Grand National Karting Champion sowie East Coast Regional Karting Champion. 1998 wechselte er in den Monopostosport und besuchte neben seinen Rennaktivitäten die University of Vermont. Seine ersten Einsätze hatte er 1998 in der Barber Dodge Pro Series und 1999 in der F2000 National Championship. Diese Meisterschaft, die Dan Wheldon gewann, beendete er als Fünfzehnter. 1999 erhielt er eine Einladung von Porsche, um an der Ausscheidung für das UPS Porsche Junior Team teilzunehmen. Eine Aufnahme in das Förderprogramm für Nachwuchsfahrer kam nicht zustande.
Ab der Saison 2006 bestritt Bryce Miller ausschließlich GT- und Sportwagenrennen. Erste Erfolge gelangen ihm mit Farnbacher Racing. 2007 wurde er auf einem Porsche 997 GT3 Cup Dritter in der Schlusswertung der GT-Klasse der Grand-Am Sports Car Series. In den folgenden Jahren fuhr er Rennen in der American- und European Le Mans Series, den International GT Open, der Blancpain Endurance Series und der IMSA WeatherTech SportsCar Championship, wo er 2014 Gesamtzweiter in der GTD-Klasse wurde.
Zweimal ging er beim 24-Stunden-Rennen von Le Mans an den Start, konnte sich aber jeweils nicht platzieren. Beim 12-Stunden-Rennen von Sebring waren die besten Platzierungen im Schlussklassement die 20. Ränge 2013 und 2015.

## Statistik

### Le-Mans-Ergebnisse
| Jahr | Team                   | Fahrzeug                    | Teamkollege         | Teamkollege | Platzierung | Ausfallgrund |
| ---- | ---------------------- | --------------------------- | ------------------- | ----------- | ----------- | ------------ |
| 2010 | JMW Motorsport         | Aston Martin V8 Vantage GT2 | Rob Bell            | Tim Sugden  | Ausfall     | Unfall       |
| 2011 | Team Felbermayr-Proton | Porsche 997 GT3 RSR         | Abdulaziz Al Faisal | Nick Tandy  | Ausfall     | Motorschaden |

### Sebring-Ergebnisse
| Jahr | Team               | Fahrzeug                | Teamkollege       | Teamkollege     | Platzierung | Ausfallgrund    |
| ---- | ------------------ | ----------------------- | ----------------- | --------------- | ----------- | --------------- |
| 2008 | Farnbacher Loles   | Porsche 997 GT3 RSR     | Dirk Werner       | Marc Basseng    | Ausfall     | Unfall          |
| 2011 | Paul Miller Racing | Porsche 997 GT3 RSR     | René Rast         | Sascha Maassen  | Ausfall     | Getriebeschaden |
| 2012 | Paul Miller Racing | Porsche 997 GT3 RSR     | Rob Bell          | Sascha Maassen  | Rang 23     |                 |
| 2013 | Paul Miller Racing | Porsche 997 GT3 RSR     | Richard Lietz     | Marco Holzer    | Rang 20     |                 |
| 2014 | Paul Miller Racing | Audi R8 LMS ultra       | Christopher Haase | Matthew Bell    | Rang 38     |                 |
| 2015 | Paul Miller Racing | Audi R8 LMS Grand-Am    | Christopher Haase | Dion von Moltke | Rang 20     |                 |
| 2016 | Paul Miller Racing | Lamborghini Huracán GT3 | Bryan Sellers     | Madison Snow    | Rang 26     |                 |